# Acerno
Acerno är en ort och kommun i provinsen Salerno i regionen Kampanien i Italien. Kommunen hade 2 715 invånare (2017).